# Football Club Spartak Trnava
Lo 'FC Spartak Trnava (nome completo Football Club Spartak Trnava) è una società calcistica slovacca con sede a Trnava fondata nel 1923.

## Storia
Fu fondato il 30 maggio 1923 dalla fusione del Šk Čechie e del ČšŠk che formarono questa nuova compagine, il TSS Trnava. Dopo la presa al potere del comunismo rimase affiliata all'industria metallurgica e cambiò denominazione in TJ Kovosmalt ("Metal-enamel"). Nel 1952, il club ha assunto la sua denominazione attuale di Spartak Trnava.
Gli anni d'oro dello Spartak cominciarono nella stagione 1966/67, allorché, guidati dall'allenatore Anton Malatinský, la squadra comandò a lungo la classifica ma in seguito a un calo di rendimento terminò il campionato solo al terzo posto. Nella stessa stagione, in Mitropa Cup, lo Spartak eliminò squadre del calibro di Budapest Honvéd FC, Lazio e ACF Fiorentina, vincendo poi il torneo battendo in finale gli ungheresi dell'Újpest FC. Dopo aver vinto per la prima volta il titolo di Campioni di Cecoslovacchia nella stagione 1967-68, nella stagione successiva lo Spartak raggiunse le semifinali di Coppa dei Campioni dove fu eliminato dall'Ajax Amsterdam. Sotto la conduzione dell'allenatore Ján Hucko, la squadra vinse anche il suo secondo campionato (1968-69), mentre nelle stagioni 1970/71 e 1971/72 il Trnava vinse il terzo e quarto campionato cecoslovacco (oltre a una Coppa di Cecoslovacchia nel 1971) sotto la guida degli allenatori Valér Švec e Anton Malatinský. In ambito europeo, il club raggiunse i quarti di finale della Coppa dei Campioni nel 1973 e nel 1974. Dopo aver vinto il suo quinto titolo di Campione di Cecoslovacchia nella stagione 1972/73, cominciò per lo Spartak un declino di risultati durante il quale vinse solo due Coppe di Cecoslovacchia, nel 1974-75 e nel 1985-86.
Dopo l'indipendenza della Slovacchia dalla Cecoslovacchia, lo Spartak, che aveva terminato l'ultima edizione (1992/93) del campionato cecoslovacco unificato alla 16ª e ultima posizione in classifica, si riprese, iniziando ad ottenere buoni piazzamenti in classifica, come un terzo posto nella stagione 1995/96, prima di sfiorare il titolo di Campioni di Slovacchia nella stagione 1996/97: sotto la guida di Karol Pecze, la squadra sfiorò il titolo perdendolo all'ultima giornata a causa di un inopinato passo falso che permise al Košice di vincerlo. Nella stagione successiva, sotto il nuovo allenatore Dušan Galis, la squadra ottenne un secondo posto (e vinse Coppa e Supercoppa di Slovacchia), mentre nella stagione 1998/99 si classificò terza.
Il club vince il campionato slovacco nella stagione 2017-2018 e con questo piazzamento prende parte ai preliminari della UEFA Champions League 2018-2019. Al primo turno la compagine slovacca elimina i bosniaci dello Zrinjski di Mostar; al secondo riesce a battere i polacchi del Legia Varsavia vincendo 2-0 in terra polacca (nella sfida di ritorno è il Legia che si impone per 1-0, ma non basta per rovinare la festa degli slovacchi), mentre al terzo turno pareggia per 1-1 a Belgrado contro la Stella Rossa per poi ripetere lo stesso risultato al ritorno tra le mura amiche; nei supplementari, però, sono i serbi a passare in vantaggio e la sfida termina 2-1 per gli ospiti (lo Spartak Trnava sbaglia pure un rigore al 120º minuto). La squadra slovacca accede quindi ai play-off della UEFA Europa League 2018-2019 dove incontra gli sloveni dell’Olimpija Ljubljana; lo Spartak Trnava ipoteca la qualificazione già all’andata con un 2-0 in Slovenia. La squadra slovacca giunge così alla fase a gironi dell’Europa League e viene inserita nel girone D con Fenerbahçe, Anderlecht e Dinamo Zagabria. All’esordio il club trova una vittoria per 1-0 contro i belgi e, dopo aver pareggiato nuovamente contro di essi (0-0 in Belgio), il Trnava vince, sempre per 1-0, anche contro i turchi (già sicuri, però, del secondo posto). Gli slovacchi chiudono, di conseguenza, al terzo posto con 7 punti.

## Cronologia
- 1923 - Fondato come TSS Trnava
- 1939 - Assorbimento dell'SK Rapid Trnava
- 1948 - Rinominato Sokol NV Trnava
- 1949 - Fusione con la Dinamo Trava in ZTJ Kovosmalt Trnava
- 1953 - Rinominato DSO Spartak Trnava
- 1962 - Rinominato TJ Spartak Trnava
- 1967 - Rinominato Spartak TAZ Trnava
- 1967 - Prima qualificazione alle coppe europee, Coppa delle Coppe 1967/68
- 1988 - Spartak ZTS Trnava
- 1993 - Rinominato FC Spartak Trnava

## Palmarès

### Competizioni nazionali
- Campionato cecoslovacco: 5

1967-1968, 1968-1969, 1970-1971, 1971-1972, 1972-1973
- Campionato slovacco: 1

2017-2018
- Coppa di Cecoslovacchia: 4

1966-1967, 1970-1971, 1974-1975, 1985-1986
- Coppa di Slovacchia: 5

1997-1998, 2018-2019, 2021-2022, 2022-2023, 2024-2025
- Supercoppa di Slovacchia: 1

1998
- 2. Liga: 1

2000-2001

### Competizioni internazionali
- Coppa Mitropa: 1

1966-1967
- Coppa Intertoto: 3

1974, 1976, 1979

### Altri piazzamenti
- Campionato cecoslovacco:

Secondo posto: 1969-1970
Terzo posto: 1966-1967
- Coppa di Cecoslovacchia:

Finalista: 1990-1991
- Campionato slovacco:

Secondo posto: 1996-1997, 1997-1998, 2011-2012
Terzo posto: 1943-1944, 1995-1996, 1998-1999, 2005-2006, 2008-2009, 2013-2014, 2020-2021, 2021-2022, 2022-2023, 2023-2024, 2024-2025
- Coppa di Slovacchia:

Finalista: 1995-1996, 2005-2006, 2007-2008, 2009-2010, 2023-2024
Semifinalista: 1998-1999, 1999-2000, 2003-2004, 2010-2011, 2012-2013, 2017-2018
- Coppa dei Campioni:

Semifinalista: 1968-1969
- Coppa Mitropa:

Finalista: 1967-1968

### Statistiche nelle competizioni UEFA
Tabella aggiornata alla fine della stagione 2018-2019.
| Competizione                  | Partecipazioni | G  | V  | N  | P  | RF | RS |
| ----------------------------- | -------------- | -- | -- | -- | -- | -- | -- |
| UEFA Champions League         | 7              | 36 | 18 | 11 | 7  | 57 | 30 |
| Coppa delle Coppe             | 3              | 8  | 3  | 2  | 3  | 5  | 8  |
| Coppa UEFA/UEFA Europa League | 11             | 56 | 24 | 15 | 17 | 77 | 58 |
| Coppa delle Fiere             | 1              | 6  | 2  | 0  | 4  | 5  | 8  |
| Coppa Intertoto UEFA          | 3              | 12 | 5  | 3  | 4  | 22 | 17 |

## Organico

### Rosa 2025-2026
Aggiornata al 12 luglio 2025.
| N. |                       | Ruolo | Calciatore                 |
| -- | --------------------- | ----- | -------------------------- |
| 1  | Slovenia (bandiera)   | P     | Žiga Frelih                |
| 2  | Svezia (bandiera)     | D     | Patrick Nwadike            |
| 3  | Croazia (bandiera)    | D     | Roko Jureškin              |
| 4  | Rep. Ceca (bandiera)  | D     | Libor Holík                |
| 6  | Slovacchia (bandiera) | C     | Roman Procházka (capitano) |
| 7  | Austria (bandiera)    | A     | Stefan Skrbo               |
| 8  | Belgio (bandiera)     | C     | Milan Corryn               |
| 11 | Nigeria (bandiera)    | A     | Philip Azango              |
| 13 | Slovacchia (bandiera) | D     | Marek Ujlaky               |
| 14 | Rep. Ceca (bandiera)  | C     | Miloš Kratochvíl           |
| 17 | Slovacchia (bandiera) | C     | Jakub Paur                 |
| 18 | Nigeria (bandiera)    | A     | Hilary Gong                |
| 19 | Slovacchia (bandiera) | C     | Timotej Kudlička           |
| 20 | Slovacchia (bandiera) | C     | Filip Trello               |
| 21 | Slovacchia (bandiera) | D     | Patrick Karhan             |
| 22 | Slovacchia (bandiera) | C     | Dávid Bukovský             |

| N. |                         | Ruolo | Calciatore              |
| -- | ----------------------- | ----- | ----------------------- |
| 23 | Rep. Ceca (bandiera)    | C     | Erik Daniel             |
| 24 | Slovacchia (bandiera)   | D     | Kristián Koštrna        |
| 27 | Slovacchia (bandiera)   | C     | Michal Tomič            |
| 28 | Georgia (bandiera)      | C     | Giorgi Moistsrapishvili |
| 29 | Slovacchia (bandiera)   | A     | Martin Mikovič          |
| 33 | Rep. Ceca (bandiera)    | D     | Filip Twardzik          |
| 41 | Slovacchia (bandiera)   | P     | Patrik Vasiľ            |
| 44 | Ucraina (bandiera)      | D     | Denys Taraduda          |
| 52 | Slovacchia (bandiera)   | C     | Erik Sabo               |
| 57 | Slovacchia (bandiera)   | A     | Michal Ďuriš            |
| 72 | Slovacchia (bandiera)   | P     | Martin Vantruba         |
| 88 | Burkina Faso (bandiera) | C     | Cedric Badolo           |
| 93 | Francia (bandiera)      | A     | Idjessi Metsoko         |
|    | Slovenia (bandiera)     | D     | Miha Kompan Breznik     |
|    | Rep. Ceca (bandiera)    | C     | Vojtěch Kubista         |

### Rosa 2024-2025
Aggiornata al 19 agosto 2024.
| N. |                               | Ruolo | Calciatore          |
| -- | ----------------------------- | ----- | ------------------- |
| 1  | Slovenia (bandiera)           | P     | Žiga Frelih         |
| 2  | Slovacchia (bandiera)         | D     | Lukáš Štetina       |
| 3  | Serbia (bandiera)             | D     | Andrej Đurić        |
| 4  | Argentina (bandiera)          | D     | Nicolás Gorosito    |
| 5  | Slovenia (bandiera)           | D     | Miha Kompan Breznik |
| 6  | Slovacchia (bandiera)         | C     | Roman Procházka     |
| 7  | Austria (bandiera)            | A     | Marco Djuricin      |
| 8  | Belgio (bandiera)             | C     | Milan Corryn        |
| 11 | Nigeria (bandiera)            | A     | Philip Azango       |
| 13 | Slovacchia (bandiera)         | D     | Marek Ujlaky        |
| 14 | Costa Rica (bandiera)         | C     | Ricardo Peña        |
| 15 | Slovacchia (bandiera)         | D     | Martin Šulek        |
| 17 | Slovacchia (bandiera)         | C     | Jakub Paur          |
| 19 | Macedonia del Nord (bandiera) | A     | Milan Ristovski     |
| 20 | Nigeria (bandiera)            | C     | Azeez Oseni         |
| 23 | Rep. Ceca (bandiera)          | C     | Erik Daniel         |

| N. |                       | Ruolo | Calciatore       |
| -- | --------------------- | ----- | ---------------- |
| 24 | Slovacchia (bandiera) | D     | Kristián Koštrna |
| 25 | Serbia (bandiera)     | C     | Filip Bainović   |
| 26 | Slovacchia (bandiera) | D     | Sebastian Kóša   |
| 27 | Slovacchia (bandiera) | C     | Ján Bernát       |
| 28 | Slovacchia (bandiera) | C     | Martin Bukata    |
| 29 | Slovacchia (bandiera) | A     | Martin Mikovič   |
| 31 | Slovacchia (bandiera) | P     | Dobrivoj Rusov   |
| 57 | Slovacchia (bandiera) | A     | Michal Ďuriš     |
| 71 | Slovacchia (bandiera) | P     | Dominik Takáč    |
| 72 | Slovacchia (bandiera) | P     | Martin Vantruba  |
| 77 | Nigeria (bandiera)    | D     | Kazeem Bolaji    |
| 80 | Slovenia (bandiera)   | C     | Adrian Zeljković |
| 97 | Ghana (bandiera)      | A     | Kelvin Ofori     |
|    | Slovacchia (bandiera) | C     | Erik Sabo        |
|    | Rep. Ceca (bandiera)  | C     | Filip Twardzik   |

### Rosa 2023-2024
Aggiornata all'8 ottobre 2023.
| N. |                               | Ruolo | Calciatore          |
| -- | ----------------------------- | ----- | ------------------- |
| 1  | Slovacchia (bandiera)         | P     | Ľuboš Kamenár       |
| 2  | Slovacchia (bandiera)         | D     | Lukáš Štetina       |
| 3  | Serbia (bandiera)             | D     | Andrej Đurić        |
| 4  | Argentina (bandiera)          | D     | Nicolás Gorosito    |
| 5  | Slovenia (bandiera)           | D     | Miha Kompan Breznik |
| 6  | Slovacchia (bandiera)         | C     | Roman Procházka     |
| 7  | Austria (bandiera)            | A     | Marco Djuricin      |
| 8  | Slovacchia (bandiera)         | C     | Samuel Štefánik     |
| 11 | Nigeria (bandiera)            | A     | Philip Azango       |
| 13 | Slovacchia (bandiera)         | D     | Marek Ujlaky        |
| 14 | Costa Rica (bandiera)         | C     | Ricardo Peña        |
| 15 | Slovacchia (bandiera)         | D     | Martin Šulek        |
| 17 | Slovacchia (bandiera)         | C     | Jakub Paur          |
| 19 | Macedonia del Nord (bandiera) | A     | Milan Ristovski     |
| 20 | Nigeria (bandiera)            | C     | Azeez Oseni         |

| N. |                       | Ruolo | Calciatore       |
| -- | --------------------- | ----- | ---------------- |
| 23 | Rep. Ceca (bandiera)  | C     | Erik Daniel      |
| 24 | Slovacchia (bandiera) | D     | Kristián Koštrna |
| 25 | Serbia (bandiera)     | C     | Filip Bainović   |
| 26 | Slovacchia (bandiera) | D     | Sebastian Kóša   |
| 27 | Slovacchia (bandiera) | C     | Ján Bernát       |
| 28 | Slovacchia (bandiera) | C     | Martin Bukata    |
| 29 | Slovacchia (bandiera) | A     | Martin Mikovič   |
| 31 | Slovacchia (bandiera) | P     | Dobrivoj Rusov   |
| 57 | Slovacchia (bandiera) | A     | Michal Ďuriš     |
| 71 | Slovacchia (bandiera) | P     | Dominik Takáč    |
| 72 | Slovacchia (bandiera) | P     | Martin Vantruba  |
| 77 | Nigeria (bandiera)    | D     | Kazeem Bolaji    |
| 80 | Slovenia (bandiera)   | C     | Adrian Zeljković |
| 97 | Ghana (bandiera)      | A     | Kelvin Ofori     |
|    | Slovacchia (bandiera) | P     | Michal Šulla     |

### Rosa 2022-2023
Aggiornata al 21 gennaio 2023.
| N. |                               | Ruolo | Calciatore        |
| -- | ----------------------------- | ----- | ----------------- |
| 1  | Slovacchia (bandiera)         | P     | Ľuboš Kamenár     |
| 2  | Slovacchia (bandiera)         | D     | Lukáš Štetina     |
| 7  | Macedonia del Nord (bandiera) | A     | Milan Ristovski   |
| 8  | Slovacchia (bandiera)         | C     | Samuel Štefánik   |
| 12 | Nigeria (bandiera)            | A     | Abdulrahman Taiwo |
| 13 | Slovacchia (bandiera)         | D     | Marek Ujlaky      |
| 14 | Ghana (bandiera)              | A     | Kelvin Boateng    |
| 15 | Slovacchia (bandiera)         | C     | Roman Procházka   |
| 17 | Slovacchia (bandiera)         | C     | Jakub Paur        |
| 19 | Slovacchia (bandiera)         | D     | Matej Čurma       |
| 20 | Nigeria (bandiera)            | C     | Azeez Oseni       |
| 21 | Slovacchia (bandiera)         | C     | Patrick Karhan    |
| 22 | Slovacchia (bandiera)         | A     | Alex Iván         |

| N. |                       | Ruolo | Calciatore        |
| -- | --------------------- | ----- | ----------------- |
| 23 | Rep. Ceca (bandiera)  | C     | Erik Daniel       |
| 24 | Slovacchia (bandiera) | D     | Kristián Koštrna  |
| 26 | Slovacchia (bandiera) | D     | Sebastian Kóša    |
| 28 | Slovacchia (bandiera) | C     | Martin Bukata     |
| 29 | Slovacchia (bandiera) | A     | Martin Mikovič    |
| 31 | Slovacchia (bandiera) | P     | Dobrivoj Rusov    |
| 71 | Slovacchia (bandiera) | P     | Dominik Takáč     |
| 72 | Slovacchia (bandiera) | P     | Martin Vantruba   |
| 77 | Nigeria (bandiera)    | D     | Kazeem Bolaji     |
| 88 | Grecia (bandiera)     | C     | Kyriakos Savvidīs |
| 91 | Brasile (bandiera)    | A     | Dyjan             |
|    | Rep. Ceca (bandiera)  | D     | Filip Twardzik    |

### Rosa 2020-2021
Aggiornata al 12 febbraio 2021.
| N. |                               | Ruolo | Calciatore         |
| -- | ----------------------------- | ----- | ------------------ |
| 1  | Slovacchia (bandiera)         | P     | Ľuboš Kamenár      |
| 2  | Slovacchia (bandiera)         | D     | Matúš Turňa        |
| 3  | Slovacchia (bandiera)         | D     | Gergely Tumma      |
| 5  | Slovenia (bandiera)           | D     | Dejan Trajkovski   |
| 6  | Nigeria (bandiera)            | D     | Izuchuckwu Anthony |
| 7  | Macedonia del Nord (bandiera) | A     | Milan Ristovski    |
| 8  | Slovacchia (bandiera)         | C     | Jakub Grič         |
| 9  | Nigeria (bandiera)            | A     | Abdulrahman Taiwo  |
| 11 | Slovacchia (bandiera)         | A     | Sebastián Gembický |
| 12 | Slovacchia (bandiera)         | D     | Mario Mihal        |
| 14 | Nigeria (bandiera)            | C     | Johnson Nsumoh     |
| 17 | Slovacchia (bandiera)         | C     | Peter Kolesár      |
| 19 | Spagna (bandiera)             | C     | Dani Iglesias      |
| 20 | Grecia (bandiera)             | D     | Marios Tsaousīs    |
| 21 | Costa d'Avorio (bandiera)     | C     | Yann Yao           |

| N. |                       | Ruolo | Calciatore                |
| -- | --------------------- | ----- | ------------------------- |
| 22 | Slovacchia (bandiera) | C     | Samuel Benovič            |
| 23 | Rep. Ceca (bandiera)  | D     | Filip Twardzik            |
| 24 | Slovacchia (bandiera) | D     | Kristián Koštrna          |
| 25 | Nigeria (bandiera)    | A     | Bamidele Yusuf            |
| 26 | Slovacchia (bandiera) | D     | Sebastián Kóša            |
| 28 | Slovacchia (bandiera) | C     | Martin Bukata             |
| 29 | Slovacchia (bandiera) | C     | Martin Mikovič            |
| 31 | Slovacchia (bandiera) | P     | Dobrivoj Rusov (capitano) |
| 33 | Slovacchia (bandiera) | C     | Ján Vlasko                |
| 45 | Slovacchia (bandiera) | A     | Stanislav Olejník         |
| 71 | Slovacchia (bandiera) | P     | Dominik Takáč             |
| 79 | Brasile (bandiera)    | C     | Saymon                    |
| 81 | Brasile (bandiera)    | C     | Allecks Godinho           |
| 88 | Grecia (bandiera)     | C     | Kyriakos Savvidīs         |

### Rosa 2019-2020
| N. |                       | Ruolo | Calciatore              |
| -- | --------------------- | ----- | ----------------------- |
| 1  | Slovacchia (bandiera) | P     | Ľuboš Kamenár           |
| 2  | Slovacchia (bandiera) | D     | Matúš Turňa             |
| 3  | Romania (bandiera)    | D     | Bogdan Mitrea           |
| 4  | Slovacchia (bandiera) | C     | Alexander Horvát        |
| 5  | Slovacchia (bandiera) | D     | Jakub Krč               |
| 6  | Nigeria (bandiera)    | D     | Anthony Izuchukwu       |
| 7  | Svezia (bandiera)     | C     | Dijan Vukojević         |
| 8  | Slovacchia (bandiera) | C     | Erik Grendel (capitano) |
| 12 | Croazia (bandiera)    | C     | Marko Tešija            |
| 13 | Slovacchia (bandiera) | C     | Matej Jakúbek           |
| 17 | Slovacchia (bandiera) | D     | Jozef Menich            |
| 18 | Slovacchia (bandiera) | A     | Štefan Molnár           |

| N. |                           | Ruolo | Calciatore          |
| -- | ------------------------- | ----- | ------------------- |
| 20 | Slovacchia (bandiera)     | C     | Martin Gamboš       |
| 21 | Costa d'Avorio (bandiera) | A     | Yann Michael Yao    |
| 23 | Grecia (bandiera)         | C     | Theofanīs Tzandarīs |
| 24 | Austria (bandiera)        | A     | Alex Sobczyk        |
| 25 | Nigeria (bandiera)        | C     | Bamidele Yusuf      |
| 26 | Svezia (bandiera)         | D     | Malkolm Moënza      |
| 31 | Slovacchia (bandiera)     | P     | Dobrivoj Rusov      |
| 33 | Brasile (bandiera)        | A     | Rafael Tavares      |
| 71 | Slovacchia (bandiera)     | P     | Dominik Takáč       |
| 72 | Portogallo (bandiera)     | D     | Joel Pereira        |
| 99 | Montenegro (bandiera)     | A     | Petar Orlandić      |

### Rosa 2018-2019
| N. |                       | Ruolo | Calciatore              |
| -- | --------------------- | ----- | ----------------------- |
| 1  | Slovacchia (bandiera) | P     | Martin Chudý            |
| 2  | Slovacchia (bandiera) | D     | Andrej Kadlec           |
| 3  | Slovacchia (bandiera) | D     | Oliver Janso            |
| 5  | Slovacchia (bandiera) | D     | Denis Horník            |
| 6  | Rep. Ceca (bandiera)  | C     | Jiří Kulhánek           |
| 7  | Georgia (bandiera)    | C     | Vakhtang Chanturishvili |
| 8  | Slovacchia (bandiera) | C     | Erik Grendel            |
| 10 | Iran (bandiera)       | A     | Ali Ghorbani            |
| 11 | Austria (bandiera)    | A     | Kubilay Yilmaz          |
| 12 | Croazia (bandiera)    | A     | Filip Dangubić          |
| 13 | Slovacchia (bandiera) | C     | Július Gombala          |
| 14 | Slovacchia (bandiera) | A     | Tomáš Vantruba          |
| 15 | Slovacchia (bandiera) | D     | Ivan Hladík             |
| 16 | Georgia (bandiera)    | A     | Davit Skhirtladze       |
| 17 | Austria (bandiera)    | C     | Fabian Miesenböck       |
| 18 | Slovacchia (bandiera) | C     | Anton Sloboda           |
| 19 | Slovacchia (bandiera) | A     | Tomáš Brigant           |

| N. |                                 | Ruolo | Calciatore     |
| -- | ------------------------------- | ----- | -------------- |
| 20 | Slovacchia (bandiera)           | D     | Matúš Čonka    |
| 21 | Slovacchia (bandiera)           | D     | Boris Godál    |
| 22 | Slovacchia (bandiera)           | D     | Martin Tóth    |
| 23 | Rep. Ceca (bandiera)            | A     | Marek Bakoš    |
| 24 | Slovacchia (bandiera)           | D     | Matej Oravec   |
| 25 | Rep. Ceca (bandiera)            | C     | Jakub Rada     |
| 26 | Polonia (bandiera)              | A     | Patryk Małecki |
| 27 | Slovacchia (bandiera)           | A     | Andrej Lovás   |
| 28 | Slovacchia (bandiera)           | C     | Lukáš Lupták   |
| 29 | Bosnia ed Erzegovina (bandiera) | A     | Senad Jarović  |
| 31 | Slovacchia (bandiera)           | P     | Dobrivoj Rusov |
| 33 | Slovacchia (bandiera)           | C     | Erik Jirka     |
| 34 | Slovacchia (bandiera)           | C     | Lukáš Greššák  |
| 39 | Slovacchia (bandiera)           | A     | Štefan Pekár   |
| 40 | Slovacchia (bandiera)           | P     | Peter Urminský |
| 41 | Slovacchia (bandiera)           | P     | Ivan Rehak     |
| 71 | Slovacchia (bandiera)           | P     | Dominik Takáč  |

### Rosa 2017-2018
| N. |                                 | Ruolo | Calciatore              |
| -- | ------------------------------- | ----- | ----------------------- |
| 1  | Slovacchia (bandiera)           | P     | Martin Chudý            |
| 2  | Slovacchia (bandiera)           | D     | Andrej Kadlec           |
| 3  | Slovacchia (bandiera)           | D     | Oliver Janso            |
| 6  | Ucraina (bandiera)              | A     | Ylʹya Cherednychenko    |
| 7  | Georgia (bandiera)              | C     | Vakhtang Chanturishvili |
| 8  | Germania (bandiera)             | A     | Reagy Ofosu             |
| 10 | Austria (bandiera)              | C     | Yasin Pehlivan          |
| 11 | Austria (bandiera)              | A     | Kubilay Yilmaz          |
| 12 | Macedonia del Nord (bandiera)   | A     | Stefan Bogdanovski      |
| 15 | Slovacchia (bandiera)           | D     | Ivan Hladík             |
| 16 | Slovacchia (bandiera)           | C     | Ján Vlasko              |
| 17 | Bosnia ed Erzegovina (bandiera) | C     | Eldar Čivić             |
| 18 | Slovacchia (bandiera)           | C     | Anton Sloboda           |

| N. |                       | Ruolo | Calciatore      |
| -- | --------------------- | ----- | --------------- |
| 19 | Slovacchia (bandiera) | A     | Tomáš Brigant   |
| 20 | Slovacchia (bandiera) | D     | Matúš Čonka     |
| 21 | Slovacchia (bandiera) | D     | Boris Godál     |
| 22 | Slovacchia (bandiera) | D     | Martin Tóth     |
| 24 | Slovacchia (bandiera) | D     | Matej Oravec    |
| 27 | Slovacchia (bandiera) | A     | Andrej Lovás    |
| 33 | Slovacchia (bandiera) | C     | Erik Jirka      |
| 34 | Slovacchia (bandiera) | C     | Lukáš Greššák   |
| 39 | Slovacchia (bandiera) | A     | Štefan Pekár    |
| 40 | Slovacchia (bandiera) | P     | Peter Urminský  |
| 45 | Austria (bandiera)    | A     | Marvin Egho     |
| 71 | Slovacchia (bandiera) | P     | Dominik Takáč   |
| 72 | Slovacchia (bandiera) | P     | Martin Vantruba |

### Rosa 2011-2012
| N. |                       | Ruolo | Calciatore         |
| -- | --------------------- | ----- | ------------------ |
| 1  | Slovacchia (bandiera) | P     | Miroslav Filipko   |
| 2  | Slovacchia (bandiera) | D     | Peter Čvirik       |
| 3  | Rep. Ceca (bandiera)  | C     | Vlastimil Stožický |
| 4  | Slovacchia (bandiera) | D     | Michal Habánek     |
| 5  | Rep. Ceca (bandiera)  | D     | Jiří Koubský       |
| 6  | Slovacchia (bandiera) | D     | Marek Janečka      |
| 7  | Rep. Ceca (bandiera)  | C     | Martin Vyskočil    |
| 8  | Slovacchia (bandiera) | C     | Martin Mikovič     |
| 10 | Slovacchia (bandiera) | C     | Tomáš Mikinič      |
| 11 | Slovacchia (bandiera) | A     | Karol Pavelka      |
| 12 | Slovacchia (bandiera) | A     | Ladislav Tomaček   |
| 15 | Slovacchia (bandiera) | C     | Patrik Čarnota     |

| N. |                       | Ruolo | Calciatore                 |
| -- | --------------------- | ----- | -------------------------- |
| 18 | Slovacchia (bandiera) | D     | Ľuboš Hanzel               |
| 19 | Slovacchia (bandiera) | C     | Radoslav Ciprys            |
| 20 | Rep. Ceca (bandiera)  | D     | Patrik Gross               |
| 21 | Slovacchia (bandiera) | C     | Miroslav Karhan (Capitano) |
| 22 | Rep. Ceca (bandiera)  | P     | Martin Raška               |
| 23 | Senegal (bandiera)    | D     | Djiby Ba                   |
| 24 | Algeria (bandiera)    | C     | Samy Derras                |
| 26 | Slovacchia (bandiera) | A     | Ivan Schranz               |
| 27 | Slovacchia (bandiera) | C     | Mário Bicák                |
| 29 | Slovacchia (bandiera) | C     | Marek Kaščák               |
| 31 | Slovacchia (bandiera) | P     | Dobrivoj Rusov             |
| 33 | Slovacchia (bandiera) | C     | Michal Gašparík            |

## Statistiche e record

### Record di presenze
| #  |                       | Nome              | Presenze |
| -- | --------------------- | ----------------- | -------- |
| 1  | Slovacchia (bandiera) | Ladislav Kuna     | 428      |
| 2  | Slovacchia (bandiera) | Marek Ujlaky      | 366      |
| 3  | Slovacchia (bandiera) | Jozef Adamec      | 328      |
| 4  | Slovacchia (bandiera) | Dušan Kéketi      | 309      |
| 5  | Slovacchia (bandiera) | Dušan Kabát       | 285      |
| 6  | Slovacchia (bandiera) | Karol Dobiaš      | 279      |
| 6  | Slovacchia (bandiera) | Anton Hrušecký    | 279      |
| 8  | Slovacchia (bandiera) | Jaroslav Hrabal   | 275      |
| 9  | Slovacchia (bandiera) | Michal Gašparík   | 260      |
| 10 | Slovacchia (bandiera) | Stanislav Jarábek | 258      |

### Record di reti
| #  |                       | Nome             | Gol |
| -- | --------------------- | ---------------- | --- |
| 1  | Slovacchia (bandiera) | Jozef Adamec     | 139 |
| 2  | Slovacchia (bandiera) | Marek Ujlaky     | 87  |
| 3  | Slovacchia (bandiera) | Ladislav Kuna    | 85  |
| 4  | Slovacchia (bandiera) | Valér Švec       | 65  |
| 5  | Slovacchia (bandiera) | Anton Malatinský | 64  |
| 6  | Slovacchia (bandiera) | Vladimír Kožuch  | 62  |
| 7  | Slovacchia (bandiera) | Michal Gašparík  | 53  |
| 8  | Slovacchia (bandiera) | František Bolček | 51  |
| 9  | Slovacchia (bandiera) | Ján Šturdík      | 48  |
| 10 | Slovacchia (bandiera) | Karol Tibenský   | 42  |
| 10 | Slovacchia (bandiera) | Viliam Jakubčík  | 42  |

## Giocatori

### Vincitori di titoli
Campioni d'Europa
- Karol Dobiaš (Jugoslavia 1976)

## Allenatori
| Nome                     | Nazionalità           | Anni                         |
| ------------------------ | --------------------- | ---------------------------- |
| Ladislav Jurkemik        | Slovacchia (bandiera) | 1993–94                      |
| Justín Javorek           | Slovacchia (bandiera) | 1994                         |
| Karol Pecze              | Slovacchia (bandiera) | 1994–97                      |
| Dušan Galis              | Slovacchia (bandiera) | 1997–99                      |
| Peter Zelenský           | Slovacchia (bandiera) | 1999                         |
| Anton Jánoš              | Slovacchia (bandiera) | 1999–00                      |
| Peter Zelenský           | Slovacchia (bandiera) | 2000–01                      |
| Stanislav Jarábek        | Slovacchia (bandiera) | 2001                         |
| Ladislav Molnár          | Slovacchia (bandiera) | 2001                         |
| Rastislav Vincúr         | Slovacchia (bandiera) | 2001                         |
| Jozef Adamec             | Slovacchia (bandiera) | 2002–03                      |
| Miroslav Svoboda         | Slovacchia (bandiera) | 2003                         |
| Stanislav Jarábek        | Slovacchia (bandiera) | 2003–04                      |
| Vladimír Ekhardt         | Slovacchia (bandiera) | 2004                         |
| Jozef Vukušič            | Slovacchia (bandiera) | 2004                         |
| Milan Lešický            | Slovacchia (bandiera) | 2004–05                      |
| Jozef Adamec             | Slovacchia (bandiera) | 2005–06                      |
| Jozef Bubenko            | Slovacchia (bandiera) | Giugno 2006–Settembre 2006   |
| Jozef Adamec             | Slovacchia (bandiera) | Settembre 2006–Novembre 2006 |
| Jozef Šuran              | Slovacchia (bandiera) | 2007                         |
| Ivan Hucko               | Slovacchia (bandiera) | 2007                         |
| Josef Mazura             | Rep. Ceca (bandiera)  | Luglio 2007–Maggio 2008      |
| Jozef Adamec             | Slovacchia (bandiera) | Maggio 2008–Giugno 2008      |
| Vladimir Vermezović      | Serbia (bandiera)     | Maggio 2008–Settembre 2008   |
| Karol Pecze              | Slovacchia (bandiera) | Settembre 2008–Ottobre 2009  |
| Peter Zelenský (interim) | Slovacchia (bandiera) | Ottobre 2009                 |
| Ľubomír Nosický          | Slovacchia (bandiera) | Ottobre 2009–Dicembre 2009   |
| Milan Malatinský         | Slovacchia (bandiera) | Gennaio 2010–Maggio 2010     |
| Peter Zelenský           | Slovacchia (bandiera) | 2010                         |
| Dušan Radolský           | Slovacchia (bandiera) | Luglio 2010–Marzo 2011       |
| Peter Zelenský           | Slovacchia (bandiera) | Marzo 2011–Giugno 2011       |
| Pavel Hoftych            | Rep. Ceca (bandiera)  | Luglio 2011–                 |